# Otówko
Otówko – osada w Polsce położona w województwie wielkopolskim, w powiecie gostyńskim, w gminie Gostyń przy drodze krajowej nr 12.
W latach 1975–1998 miejscowość należała administracyjnie do województwa leszczyńskiego.